# Evarcha madagascariensis
Evarcha madagascariensis là một loài nhện trong họ Salticidae. Loài này được phát hiện ở Madagascar.